# Eriococcus podocarpi
Eriococcus podocarpi är en insektsart som beskrevs av James Mather Hoy 1962. Eriococcus podocarpi ingår i släktet Eriococcus och familjen filtsköldlöss. Inga underarter finns listade i Catalogue of Life.